# Meseret Mengistu
Meseret Mengistu Biru (Sendafa, 6 maart 1990) is een Ethiopisch langeafstandloopster, die is gespecialiseerd in de marathon. Ze won verschillende marathons, waaronder de marathon van Parijs, marathon van Peking en de marathon van Omsk.
In 2010 werd ze zesde bij de wereldkampioenschappen halve marathon met een tijd van 1:09.31. In het landenklassement eindigde ze met haar team op een tweede plaats.
In 2015 behaalde ze de beste prestatie van haar sportieve loopbaan door de marathon van Parijs te winnen. Met een tijd van 2:23.26 finishte ze vier seconden voor haar landgenote Amane Gobena.
Ze werkt voor Elite Sports Management International (ESMI).

## Persoonlijke records
| Onderdeel      | Prestatie | Datum           | Plaats    |
| -------------- | --------- | --------------- | --------- |
| 10 km          | 32.26     | 31 mei 2009     | Bangalore |
| 15 km          | 49.15     | 16 oktober 2010 | Nanning   |
| 20 km          | 1:06.09   | 16 oktober 2010 | Nanning   |
| halve marathon | 1:09.31   | 16 oktober 2010 | Nanning   |
| 25 km          | 1:24.40   | 25 oktober 2015 | Frankfurt |
| 30 km          | 1:42.00   | 11 april 2010   | Rotterdam |
| marathon       | 2:23.26   | 12 april 2015   | Parijs    |

## Palmares

### 10 km
- 2008:  Maltepe University International in Istanboel - 33.20
- 2008: 4e Great Ethiopian Run - 34.09
- 2009: 5e Sunfeast World in Bangalore - 32.26
- 2009:  Atlanta Journal-Constitution Peachtree - 31.32
- 2009:  Corrida de Houilles - 33.12
- 2011:  Bolder Boulder - 34.05,3

### 15 km
- 2010:  Puy-en-Velay - 49.51
- 2010: 5e Villa de Massamagrell - 54.05

### halve marathon
- 2008: 11e WK in Rio de Janeiro - 1:12.03
- 2009:  halve marathon van Virginia Beach - 1:13.46
- 2009:  Reims à Toutes Jambes - 1:09.45
- 2009:  Marseille-Cassis - 1:10.35
- 2010:  WK in Nanning - 1:09.31
- 2013:  Two Oceans Half Marathon in Kaapstad - 1:12.43

### marathon
- 2010: 8e marathon van Rotterdam - 2:34.07
- 2010:  marathon van Florence - 2:30.45
- 2011: 8e marathon van Rome - 2:33.40
- 2013:  marathon van Pyongyang - 2:29.22
- 2013:  marathon van Bali - 2:38.17
- 2013: 4e marathon van Johannesburg - 2:42.06
- 2013:  marathon van Omsk - 2:32.00
- 2013: 8e marathon van Singapore - 2:45.12,8
- 2014:  marathon van Kaapstad - 2:30.56
- 2014:  marathon van Soweto - 2:36.02
- 2015:  marathon van Parijs - 2:23.26
- 2015: 7e marathon van Frankfurt - 2:28.58
- 2016:  marathon van Peking - 2:25.56
- 2017:  marathon van Xiamen- 2:25.58
- 2018:  marathon van Xiamen- 2:30.15

### veldlopen
- 2009: 9e WK U20 - 20.52